# Universitetssenteret på Svalbard
Universitetssenteret på Svalbard (UNIS) er et norsk statsejet aktieselskab, der udbyder universitetsuddannelser i arktiske studier. Centret er beliggende på sydbredden af Adventfjorden i Longyearbyen på øgruppen Svalbard. UNIS er en del af University of the Arctic, og er verdens nordligste videregående uddannelsesinstitution.

## Historie
UNIS blev grundlagt i 1993 som en stiftelse af de fire traditionelle universiteter i Norge (Oslo, Bergen, Trondheim og Tromsø), og havde det første år 23 elever og syv medarbejdere. I 2002 blev UNIS omdannet til et aktieselskab ejet af Kunnskapsdepartementet.